# Ciudad Valles
Ciudad Valles è una municipalità dello stato di San Luis Potosí, nel Messico centrale, il cui capoluogo è la omonima località.
Conta 172.262 abitanti (2010) e ha una estensione di 2.396,5 km².